# Viadotto Genova San Giorgio
Il viadotto Genova San Giorgio (o viadotto Polcevera) è un viadotto autostradale che scavalca il torrente Polcevera e i quartieri di Certosa, Sampierdarena e Cornigliano, nella città di Genova. 
Il ponte, che sostituisce il precedente viadotto Polcevera, chiamato anche ponte Morandi dal nome dell'ingegnere che lo progettò (inaugurato nel 1967, crollato parzialmente il 14 agosto 2018 e demolito completamente nel 2019), è stato realizzato su un disegno donato alla città di Genova dall'architetto Renzo Piano, progettato da Italferr e costruito dal consorzio Per Genova, composto dalle società Webuild e Fincantieri Infrastructure. La cerimonia di inaugurazione, alla presenza delle più alte cariche dello Stato, si è tenuta il 3 agosto 2020.
Il viadotto, con i relativi svincoli, costituisce il tratto iniziale dell'autostrada italiana A10, gestita dalla concessionaria Autostrade per l'Italia, a sua volta ricompresa nella strada europea E80.

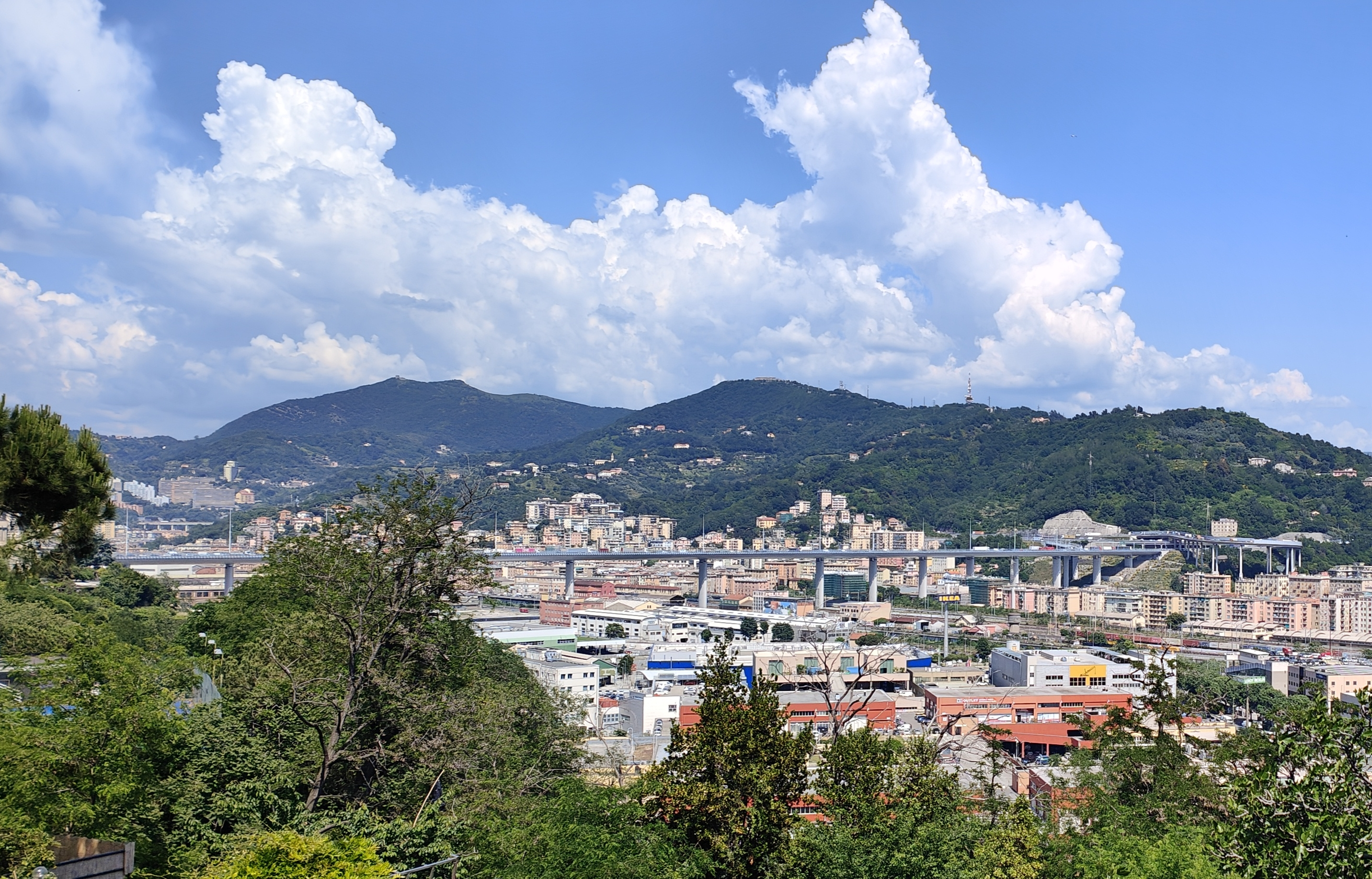
Il ponte Genova San Giorgio visto da v. Coronata

## Storia

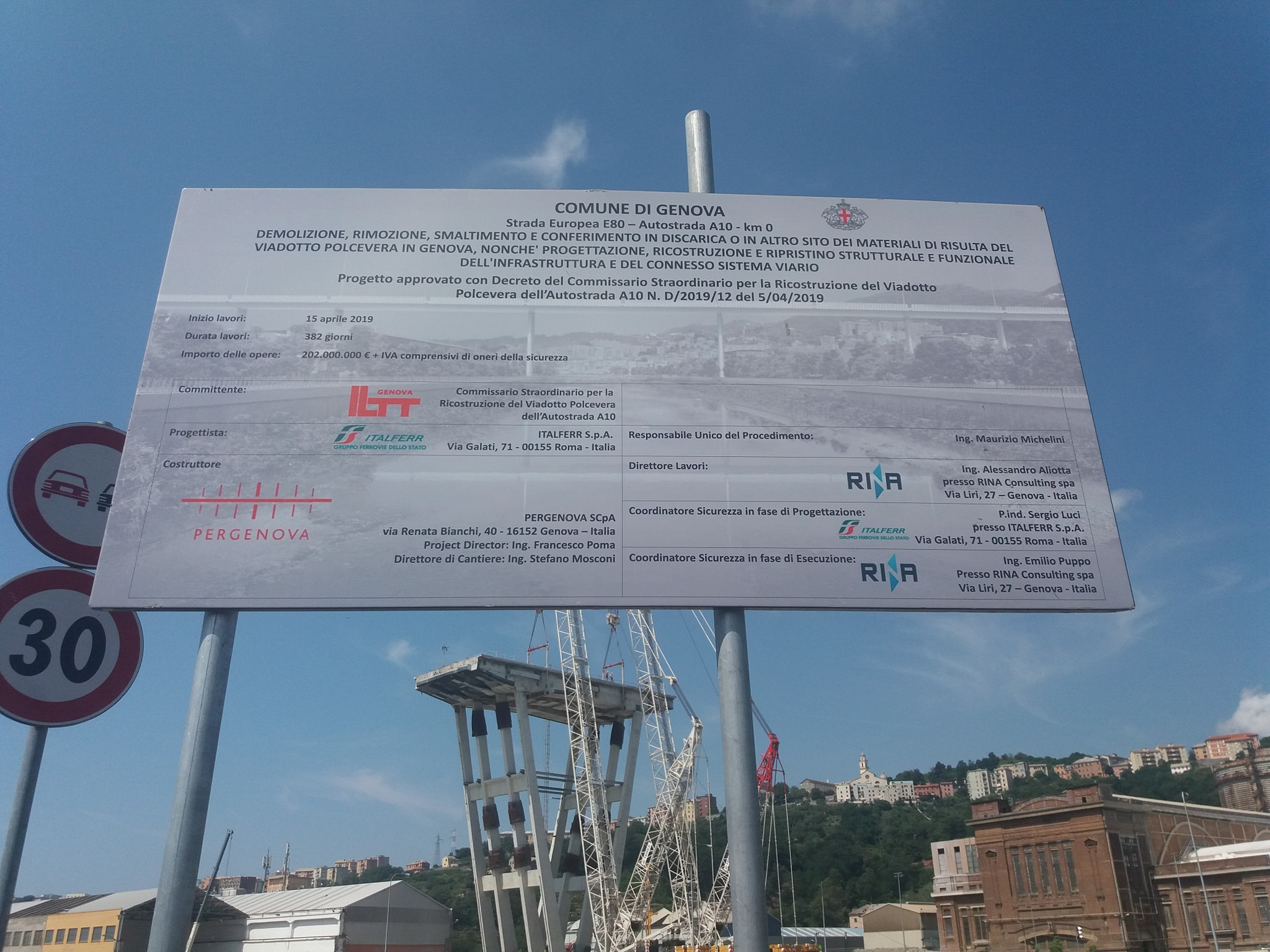
Cartello informativo dei lavori sulla demolizione del Viadotto Polcevera e della costruzione del nuovo ponte.

Il primo disegno del ponte è stato realizzato dall'architetto genovese Renzo Piano, che lo ha ufficialmente presentato il 7 settembre 2018, meno di un mese dopo il crollo del ponte Morandi, (nel quale persero la vita 43 persone), insieme al Presidente della Liguria Giovanni Toti, al sindaco di Genova Marco Bucci e agli amministratori delegati di Società Autostrade e Fincantieri Giovanni Castellucci e Giuseppe Bono. Il disegno prevedeva quattro corsie di marcia e due corsie di emergenza.
Con D.P.C.M. 4 ottobre 2018 il sindaco Bucci è stato nominato commissario straordinario per la Ricostruzione del Viadotto Polcevera dell'Autostrada A10 e ha ufficializzato la scelta di demolire ciò che rimaneva del ponte crollato per sostituirlo integralmente. Il 18 dicembre 2018 è stato firmato il decreto di affidamento dei lavori. 
Il Ministero delle infrastrutture e dei trasporti, in una nota, ha reso noto che con la pubblicazione del decreto si è concluso l'iter avviato a metà di novembre con la conversione in legge del "Decreto Genova" (L. 130/2018).

## Caratteristiche
Costruito con struttura mista acciaio-calcestruzzo, il ponte è lungo 1.067 metri, largo circa 31 ed alto 45, ed è costituito da 19 campate sorrette da 18 pile in cemento armato di sezione ellittica a sagoma costante. Il viadotto è illuminato da 18 lampioni, montati su altrettanti pali posti al centro della carreggiata, detti "pennoni", in cima ai quali sono posizionate le luci di segnalazione al traffico aereo; sono inoltre presenti altri lampioni nelle curve e nei raccordi con cui il ponte si collega alla galleria Coronata e all'A7. Secondo il progetto iniziale i punti luce presenti sul viadotto avrebbero dovuto essere 43, tanti quante furono le persone decedute nel crollo del vecchio viadotto Polcevera, ma per motivi di progettazione e sicurezza sono stati ridotti a 18.

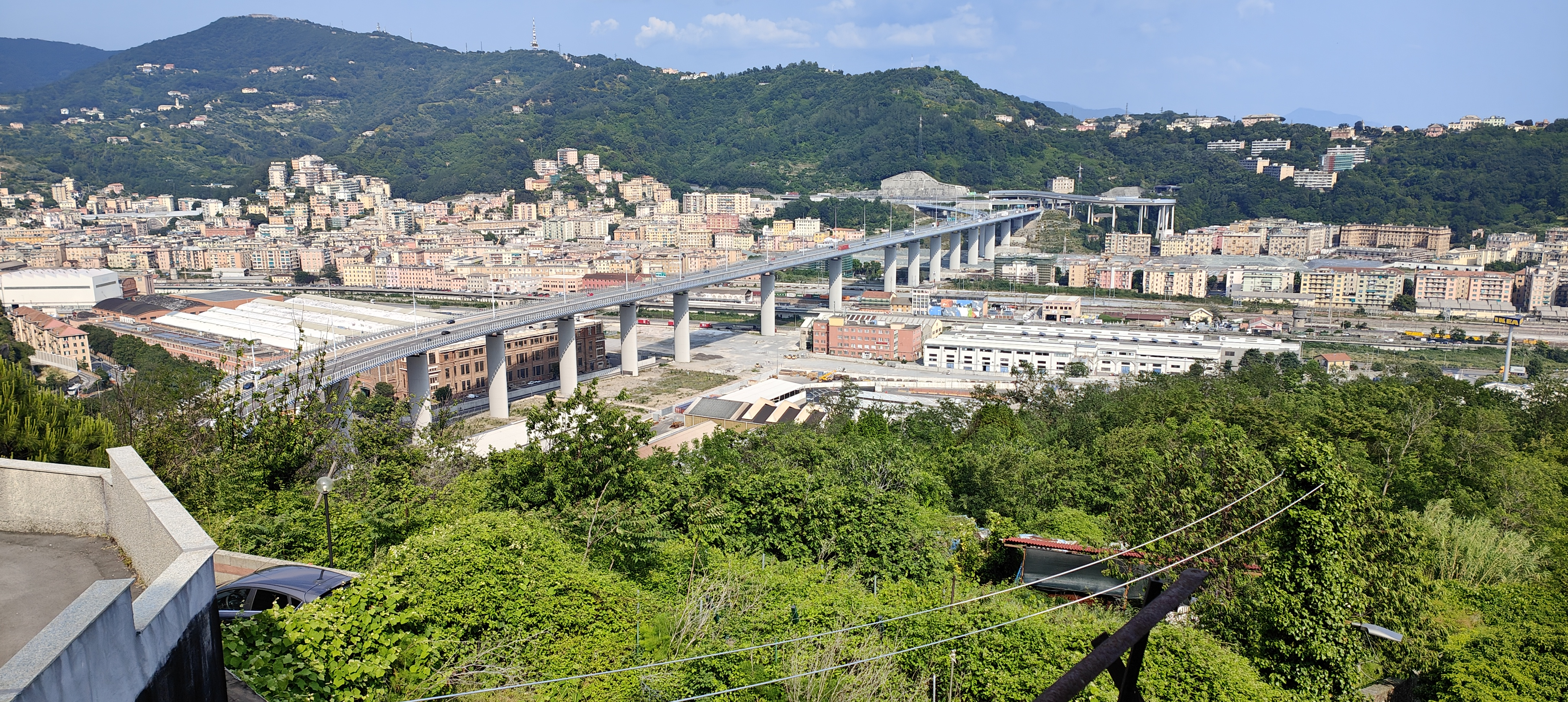
Vista panoramica dall'alto (area Sant. N.S. Incoronata)

Il viadotto viene costantemente monitorato da quattro robot progettati dall'Istituto Italiano di Tecnologia di Genova dotati di ruote, con cui si muovono lungo un sistema di rotaie esterno al viadotto, e di braccia snodabili. Essi hanno il compito di occuparsi dell'ispezione della superficie inferiore del ponte e della pulizia delle barriere antivento e dei pannelli solari.
L'intero impalcato metallico e le pile in calcestruzzo sono costantemente tenuti sotto controllo da un sistema di monitoraggio progettato dalla società CETENA SpA del gruppo Fincantieri. Il sistema è composto da 240 sensori in fibra ottica e rileva costantemente gli spostamenti dell'impalcato, le inclinazioni delle pile, le vibrazioni della struttura e il traffico veicolare, fornendo segnalazioni in tempo reale al gestore della tratta autostradale.

## Costruzione

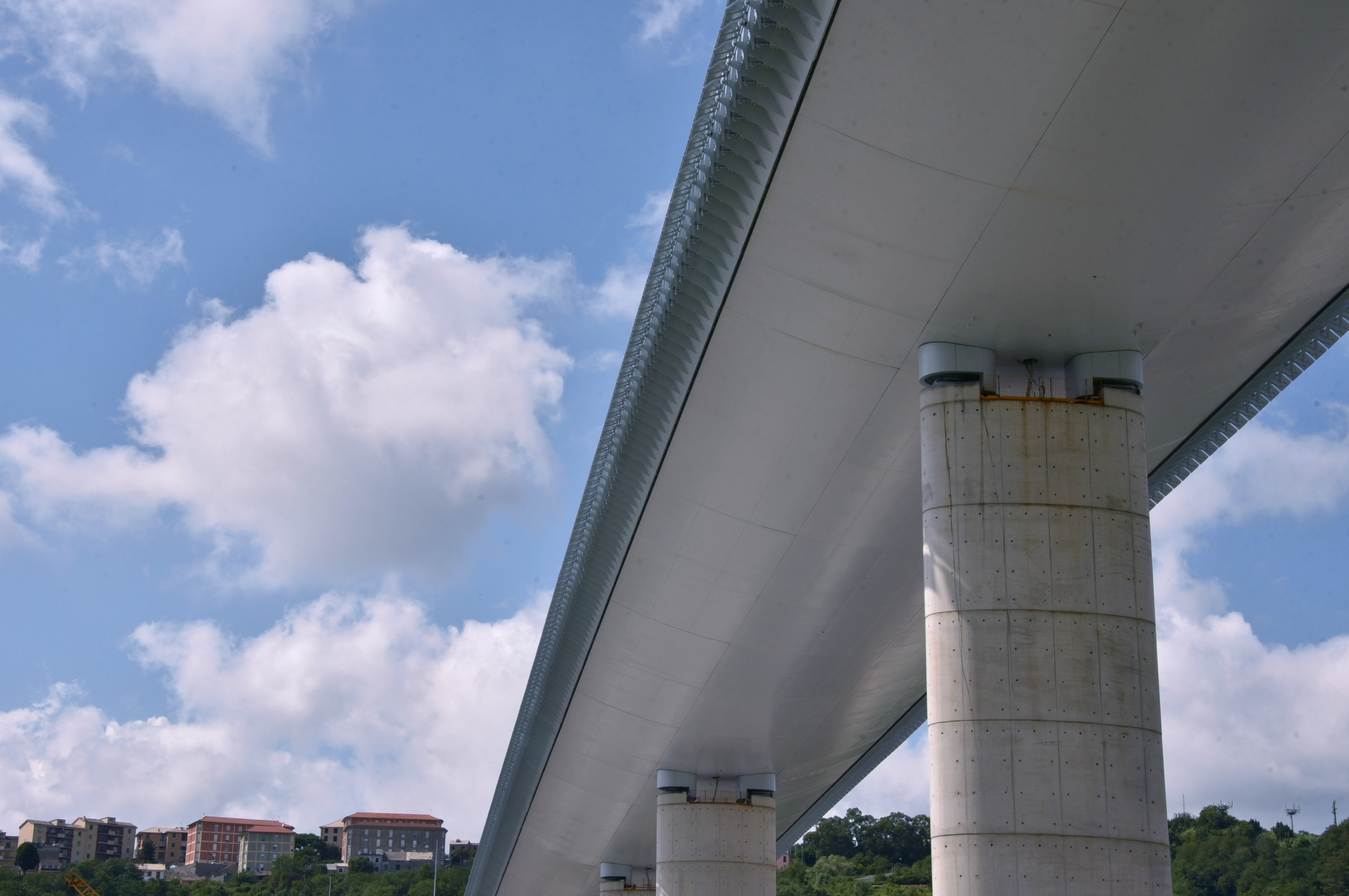
Il viadotto visto da sotto

Il 18 dicembre 2018 le società Salini Impregilo (poi rinominata Webuild) e Fincantieri Infrastructure, riunite nel consorzio PerGenova s.c.p.a., si aggiudicano l'appalto per la costruzione del nuovo ponte a un costo di 202 milioni di euro, con l'impegno di completare l'opera entro un anno. Lo sviluppo della progettazione esecutiva viene affidato a Italferr. La demolizione delle parti restanti del ponte Morandi è stata affidata al Raggruppamento Temporaneo di Imprese costituito da Fratelli Omini S.p.A., Fagioli S.p.A., IPE Progetti S.r.l. e IREOS S.p.A., per un importo di 19 milioni di euro. 
Il Project Management, la Direzione dei Lavori di demolizione e ricostruzione ed il Coordinamento della Sicurezza in fase di Esecuzione del viadotto vengono affidati alla società genovese RINA Consulting, per un importo di 14 milioni.
Le prime demolizioni dei manufatti presenti sotto il ponte Morandi iniziano tra dicembre 2018 e gennaio 2019. L'8 febbraio 2019 viene tagliata e portata a terra la prima porzione del ponte Morandi, la trave tampone tra le pile 7 e 8.
Il 25 giugno viene ufficialmente posata la prima pietra del nuovo viadotto, con la gettata di cemento del basamento della nuova pila 9, alla presenza del Presidente del consiglio dei ministri, Giuseppe Conte, del ministro delle infrastrutture e dei trasporti Danilo Toninelli, del sindaco di Genova e commissario per la ricostruzione Marco Bucci, del Presidente della Liguria Giovanni Toti del prefetto Fiamma Spena e del presidente della joint venture PerGenova, Alberto Maestrini.
Il 28  viene demolita, con un'esplosione controllata, la parte di levante del ponte Morandi, le pile 10 e 11. Le immagini dell'esplosione hanno fatto il giro del mondo.  
Da luglio vengono portati a Genova i conci in acciaio del nuovo ponte, realizzati nel cantiere navale di Castellammare di Stabia, trasportati via mare con una chiatta e infine portati al cantiere tramite trasporti eccezionali.
Nell’area di pre-assemblaggio allestita in cantiere avviene il montaggio a terra dell'impalcato attraverso lavori di saldatura e bullonatura. 
Il 1º ottobre viene posato il primo impalcato tra le pile 5 e 6.
Gli impalcati successivi vengono sollevati e posizionati anche grazie all'ausilio di enormi gru, provenienti dai Paesi Bassi, capaci di sollevare carichi fino a 1.200 tonnellate a un'altezza di 130 metri. Le tre grandi campate da 100 metri, una delle quali sovrasta il torrente Polcevera, sono state issate con un sistema di strand jacks. 
I lavori del ponte proseguono anche durante la pandemia di COVID-19, che comporta l'imposizione dal 9 marzo al 18 maggio 2020 di un lockdown sull'intero territorio nazionale italiano, grazie all'adozione dei protocolli di sicurezza in vigore.
Il 28 aprile 2020 viene issata e agganciata la diciannovesima e ultima campata, completando così la struttura del ponte.
Il 6 giugno inizia la gettata della soletta in calcestruzzo sulla piattaforma, operazione conclusa in una decina di giorni.
Il 19 luglio, finita la posa dell'asfalto, inizia il collaudo statico della struttura, eseguito dai tecnici dell'ANAS. 
Il 21 il sindaco di Genova Marco Bucci ufficializza il nome del nuovo ponte, fino a quel momento chiamato semplicemente Ponte Per Genova (anche se la segnaletica stradale presente riporta il nome del vecchio viadotto, Polcevera), fissando la sua inaugurazione per il 3 agosto.
Il 3 agosto l'opera viene ufficialmente inaugurata con una cerimonia svoltasi sul piano stradale alla presenza del Presidente della Repubblica Sergio Mattarella, della Presidente del Senato Maria Elisabetta Alberti Casellati, del Presidente della Camera Roberto Fico, del Presidente del Consiglio Giuseppe Conte, del progettista Renzo Piano, del Presidente della Liguria Giovanni Toti, del sindaco di Genova (nonché commissario straordinario per la ricostruzione del viadotto) Marco Bucci, dell'arcivescovo di Genova Marco Tasca e dell'arcivescovo emerito di Genova Angelo Bagnasco. Nel corso della cerimonia vengono letti i nomi delle 43 vittime del crollo del precedente viadotto Polcevera e viene trasmessa, come colonna sonora, una nuova versione cantata da numerosi artisti della musica italiana di Creuza de mä, famoso brano in lingua ligure composto nel 1984 dal cantautore genovese Fabrizio De André e pubblicato nell'album omonimo; tale versione della canzone è stata realizzata appositamente per l'inaugurazione del viadotto su iniziativa di Dori Ghezzi, vedova di De André.
Alle ore 22:00 circa del giorno dopo, 4 agosto, il nuovo viadotto viene aperto al traffico. Nel successivo mese di dicembre si completano le operazioni di verniciatura delle 18 pile nello stesso colore dell'impalcato del viadotto.

## Il parco sotto il ponte
Parallelamente alla ricostruzione del viadotto, si è iniziato a discutere del futuro della zona posta sotto la struttura. In seguito a un concorso internazionale, la struttura commissariale ha designato il progetto "Il Parco del Polcevera e il Cerchio Rosso" dell'architetto milanese Stefano Boeri come progetto vincitore. Il disegno prevede la realizzazione di un parco urbano autosufficiente dal punto di vista energetico, un anello ciclopedonale in acciaio del diametro di 250 metri e una turbina eolica alta 120 metri. Il parco presenterà un memoriale dedicato alle vittime del crollo del precedente viadotto.
Nel maggio 2021, il governo Draghi ha stanziato 35 milioni di euro per la realizzazione del parco, i cui lavori sono previsti per l'agosto dello stesso anno.
Nell'agosto 2021 è stata inaugurata un'area ludico-sportiva nella Radura della Memoria, costruita in ricordo delle 43 vittime del crollo del Ponte Morandi.

## Approfondimenti
- Come il precedente ponte Morandi, il Viadotto San Giorgio coincide con il tratto iniziale dell'Autostrada A10.
- La costruzione e posa della cabina elettrica prefabbricata[31] a servizio del nuovo ponte è stata subappaltata dal consorzio PerGenova alla società Ediltevere,[32] con sede a Sansepolcro (AR). La funzione di questo fabbricato tecnologico è quella di ospitare le apparecchiature di alimentazione degli impianti elettrici del ponte, oltre che raccogliere i quadri di comando per la gestione dei quattro robot che si occupano della pulizia e del controllo dell'infrastruttura.
- Il 14 maggio 2019 la Direzione Investigativa Antimafia, tramite il prefetto di Genova, ha interdetto l'impresa Tecnodem S.r.l., con sede a Napoli, che era coinvolta nella costruzione in subappalto, per pericolo di infiltrazione della criminalità organizzata di tipo mafioso, in quanto era stato coinvolto un pregiudicato che in passato era stato legato con la Nuova Famiglia dei boss Michele Zaza e Ciro Mazzarella; lo stesso giorno il Commissario per la ricostruzione ha risolto il contratto con l'impresa.[33]
- La mattina del 31 dicembre 2019 alcune scintille prodotte da una smerigliatrice angolare hanno causato un incendio nel cassero in legno per la costruzione in calcestruzzo della pila 13. I cinque operai che stavano lavorando sulla struttura hanno abbandonato il cantiere, ma non è stato disposto il sequestro della struttura. I lavori sono ripartiti subito dopo le operazioni di pulizia e rimozione dalle parti distrutte dal fuoco.[34]
- Il 18 luglio 2020, circa due settimane prima dell'inaugurazione, alcuni quotidiani hanno riportato la notizia che il nuovo ponte sarebbe risultato non rispondere alle vigenti normative tecniche relative a raggi di curvatura e velocità massima consentita, per cui il limite di velocità sarebbe stato ridotto a 70 km/h.[35]